# Britannic Asset Management International Championships 2001
Britannic Asset Management International Championships 2001 — жіночий тенісний турнір, що проходив на кортах з трав'яним покриттям Eastbourne Tennis Centre в Істборні (Велика Британія). Належав до турнірів 2-ї категорії в рамках Туру WTA 2001. Відбувсь удвадцятьсьоме і тривав з 18 до 24 червня 2001 року. Ліндсі Девенпорт здобула титул в одиночному розряді.

## Фінальна частина

### Одиночний розряд
Ліндсі Девенпорт —  Магі Серна 6–2, 6–0
- Для Девенпорт це був 3-й титул в одиночному розряді за сезон і 33-й — за кар'єру.[1]

### Парний розряд
Ліза Реймонд /  Ренне Стаббс —  Кара Блек /  Олена Лиховцева 6–2, 6–2
- Для Реймонд це був 4-й титул в парному розряді за сезон і 22-й - за кар'єру.[2] Для Стаббс це був 4-й титул в парному розряді за сезон і 28-й — за кар'єру.[3]